# جورج بوتسفورد
جورج بوتسفورد (بالإنجليزية: George Botsford)‏ هو ملحن وعازف بيانو أمريكي، ولد في 24 فبراير 1874 في سو فولز في الولايات المتحدة، وتوفي في 11 فبراير 1949 في نيويورك في الولايات المتحدة.

## وصلات خارجية
- جورج بوتسفورد على موقع IMDb (الإنجليزية)
- جورج بوتسفورد على موقع ميوزك برينز (الإنجليزية)
- جورج بوتسفورد على موقع ديسكوغز (الإنجليزية)